# Amour... amour...
Pour plus de détails, voir Fiche technique et Distribution.
Amour… amour… est un film français réalisé par Robert Bibal, sorti en 1932.

## Fiche technique
- Titre : Amour... amour...
- Réalisation : Robert Bibal
- Supervision technique : Léon Poirier
- Scénario : Pierre Batcheff et Paul Maret
- Photographie : Georges Million
- Décors : Robert-Jules Garnier
- Son : Marcel Royné
- Musique : André Demurger
- Société de production : Les Films Léon Poirier
- Pays d'origine :  France
- Format :  Noir et blanc - 1,37:1 - 35 mm - son mono
- Genre : Comédie
- Durée : 76 minutes
- Date de sortie :  France - 23 septembre 1932
- Affiche : René Péron (France)

## Distribution
- Adrien Le Gallo : M. Vander
- Colette Broïdo : Jacqueline
- Henri Marchand : Paul
- Sylvio de Pedrelli: Max Stern
- Jacques Tarride : Bob
- Marcel Delaître: Labrousse
- Hélène Pépée